# Xã Helen, Quận McLeod, Minnesota
Xã Helen (tiếng Anh: Helen Township) là một xã thuộc quận McLeod, tiểu bang Minnesota, Hoa Kỳ. Năm 2010, dân số của xã này là 863 người.